# Đại sứ Du lịch Việt Nam
Đại sứ du lịch Việt Nam là một danh hiệu danh dự của một cá nhân để thực hiện các công tác tuyên truyền, quảng bá, xúc tiến hình ảnh du lịch Việt Nam.

## Định nghĩa
Theo Quy chế Bổ nhiệm, miễn nhiệm, tiêu chuẩn, hoạt động, quyền, nghĩa vụ và trách nhiệm Đại sứ Du lịch Việt Nam có quy định rõ:
| “                                                 | "Điều 1: Đại sứ Du lịch Việt Nam là danh hiệu danh dự do Bộ Văn hóa, Thể thao và Du lịch bổ nhiệm cho cá nhân hội đủ điều kiện phù hợp cho công tác tuyên truyền, quảng bá, xúc tiến hình ảnh du lịch Việt Nam. Đại sứ Du lịch Việt Nam làm việc theo nhiệm kỳ và thực hiện việc quảng bá, tuyên truyền cho du lịch Việt Nam thông qua các loại hình hoạt động công chúng, truyền thông, báo chí, nghệ thuật, nhiếp ảnh và các loại hình hoạt động khác hướng đến công chúng. | ” |
| — Quy chế ban hành kèm Quyết định 2995/QĐ-BVHTTDL | |   |

## Tiêu chuẩn
Điều 4 Quy chế nói trên cũng quy định các tiêu chuẩn của Đại sứ Du lịch Việt Nam

### Đối với công dân Việt Nam
1. Là công dân Việt Nam, có lòng yêu nước, lý lịch nhân thân tốt, bản lĩnh chính trị vững vàng, kiên định mục tiêu lý tưởng xã hội chủ nghĩa; chấp hành nghiêm chỉnh chủ trương, đường lối, chính sách của Đảng và pháp luật của Nhà nước.
2. Có phẩm chất đạo đức tốt, lối sống lành mạnh, trung thực, gương mẫu, trách nhiệm, có đủ điều kiện về sức khỏe, không vi phạm pháp luật và các quy định của Nhà nước.
3. Có kinh nghiệm tham gia các hoạt động xã hội.
4. Có trình độ chuyên môn cao trong lĩnh vực hoạt động của mình, có thành tựu nổi bật trong hoạt động nghề nghiệp và xã hội, có đóng góp tích cực cho sự tiến bộ của xã hội.
5. Có khả năng vận động tài chính từ những nguồn lực xã hội phục vụ cho công tác xúc tiến và quảng bá du lịch Việt Nam.
6. Có khả năng trình bày, tuyên truyền trước công chúng nước ngoài bằng tiếng tiếng Anh hoặc ngôn ngữ nước sở tại.
7. Có uy tín và có ảnh hưởng tích cực đối với xã hội.
8. Tự ứng cử hoặc được cá nhân, tổ chức khác giới thiệu ứng cử Đại sứ Du lịch Việt Nam.

### Đối với người nước ngoài
1. Là công dân nước sở tại, có tình cảm và gắn bó với Việt Nam, lý lịch nhân thân tốt, chấp hành nghiêm chỉnh pháp luật và những quy định của nước sở tại.
2. Có phẩm chất đạo đức tốt, lối sống lành mạnh, trung thực, gương mẫu, trách nhiệm, có đủ điều kiện về sức khỏe.
3. Có trình độ chuyên môn cao trong lĩnh vực hoạt động của mình, có thành tựu nổi bật trong hoạt động nghề nghiệp, xã hội tại nước sở tại, có đóng góp tích cực cho Việt Nam.
4. Có khả năng trình bày, tuyên truyền trước công chúng nước ngoài bằng tiếng Anh hoặc ngôn ngữ nước sở tại.
5. Có khả năng vận động tài chính từ những nguồn lực xã hội phục vụ cho công tác xúc tiến và quảng bá du lịch Việt Nam.
6. Tự ứng cử hoặc được cá nhân, tổ chức khác giới thiệu ứng cử Đại sứ Du lịch Việt Nam.

## Các đời Đại sứ du lịch Việt Nam
Nhiệm kỳ Đại sứ Du lịch Việt Nam là 1 năm với thời gian bổ nhiệm vào tháng 9 hàng năm.

### Nhiệm kỳ 2011-2012
1. Lý Nhã Kỳ (tháng 9 năm 2011 - tháng 9 năm 2012)[2]

### Nhiệm kỳ 2014-2015
Các ứng cử viên:
1. Lý Nhã Kỳ: Cô đã chính thức tuyên bố xin rút lui không ứng cử.
2. Nguyễn Lan Phương (diễn viên phim Cô gái xấu xí)
3. Châu Mộng Như:
4. Jennifer Phạm Vũ Phượng Hoàng:

### Nhiệm kỳ 2017-2020
Ngày 10 tháng 3 năm 2017, Bộ trưởng Văn hóa Thể thao và Du lịch ký quyết định bổ nhiệm Jordan Vogt-Roberts trở thành Đại sứ Du lịch Việt Nam nhiệm kỳ 2017-2020